# معاضید (استان مسیله)
معاضید (به عربی: المعاضيد) یک شهرداری در الجزایر است که در استان مسیله واقع شده‌است.
 معاضید  ۲۲٬۲۷۴ نفر جمعیت دارد.